# Calamus altiscandens
Calamus altiscandens är en enhjärtbladig växtart som beskrevs av Karl Ewald Maximilian Burret. Calamus altiscandens ingår i släktet Calamus och familjen Arecaceae. Inga underarter finns listade i Catalogue of Life.